# Халкидики
Халкидики (грч. Χαλκιδική []) је полуострво у Егејском мору, у саставу Грчке, покрајина Егејска Македонија. Полуострво се налази јужно од Солуна, чије је гравитационо подручје. Управном поделом од већег дела полуострва је створен истоимени округ Халкидики.

## Природне одлике
Халкидики се налази у северном делу Егејског мора. Једина веза са копном је са северне стране, а затвореност острва са копна додатно увећају два језера у овом подручју: Бешичко и Лагадинско. Са других страна је море - са југа отворено Егејско море, са запада Солунски залив, а са истока Орфански залив, као његови делови.
Халкидики је за услове Грчке велико полуострво. Простире се на преко 3000 km². Обликом је веома разуђен у јужној половини и ту се образују три мања полуострва: Света гора или Атос на југоистоку, Ситонија на југу и у средини и Касандра на југозападу. Између прва два полуострва налази се Светогорски залив, а између два задња Торонски залив. Западна и источна обала мање су разуђене.
Цео простор Халкидикија је брдовит. Приморске равнице нису нигде шире од пар километара, а највише их је на западној обали острва, до области Солуна. Највиши врх је на Светој гори, чак 2.033 m, док се у унутрашњости главног дела Халкидикија налазе планине са преко 1000 m.
Егејско море у делу око Халкидикија је пријатно и благо, повољно за развој морског туризма. За разлику од мора, слатководни токови у унутрашњости (потоци) су ретки и лети најчешће пресуше. Слатка вода је одувек била ограничење на полуострву, нарочито током топлијег дела године.
Клима је средоземна са нешто оштријим обликом у унутрашњости и на већим висинама (хладније зиме, појава снега). У складу са климом присутан је и средоземни биљни и животињски свет. Обрадиво земљиште је ретко и налази се у приморским равницама и долинама.

## Становништво и насеља
Становништво су етнички Грци, који од праисторије насељавају ове просторе. Раније је у северним и источним деловима полуострва било словенских насеља која су временом хеленизована. Пре Грчко-турског рата било је и турског становништва. Становништво живи највише при обали, док је унутрашњост полуострва ретко насељена. Последњих двадесетак година услед наглог развоја туризма на острву се број становника повећао за око 20% и прешао цифру од 100 хиљада, па ова префектура спада у делове Грчке са брзим растом становништва. Лети је тај број знатно виши због боравка туриста. Ово је много другачије стање у односу на доба пре пар деценија када је Халкидики био исељеничко подручје.
На полуострву нема великих насеља као средишта развоја, већ ту улогу врши оближњи Солун. Насеља су мала и ретко имају преко 1000 становника, док само пар прелази 5000 хиљада душа. Тако нрп. управно средиште Полигирос није највећи град. У њему живи тек 1/20 становништва префектуре. Поред Полигироса, значајна места, а такође и туристичка одредишта туриста (међу којима и многих Срба) су: Нова Муданија, Нова Каликратија, Полихроно, Никити, Нови Мармарас, Јерисос, Пефкохори, Ханиоти.

## Привреда
Привреда Халкидикија заснива се данас највише на туризму и блиским делатностима (услуге, израда сувенира, превоз туриста). Некада преовлађујућа пољопривреда заснована највише на маслина нема тај значај као некада, али је развијенија у савременија него пре пар деценија. Саобраћај је веома развијен у свим видовима, а на крајњем северозападу полуострва налази се и Аеродром Солун.